# 陈本美
陈本美（1963年11月25日—），男，福建福清人，华裔控制论专家。新加坡国立大学电子工程系、香港中文大学机械与自动化工程学系教授。主要从事线性系统理论与控制、无人系统等领域研究。

## 生平
祖籍福建省福清市江镜镇文房村。1983年7月毕业于厦门大学数学系控制理论专业，获学士学位。1988年5月毕业于美国华盛顿州贡萨加大学，获电气工程硕士学位。1991年8月毕业于华盛顿州立大学，获电气与计算机工程博士学位。1992年开始担任纽约州立大学石溪分校电子工程系助理教授。1993年加入新加坡国立大学电子与计算机工程系。2007年被选为電機電子工程師學會會士（IEEE Fellow）。2009年受聘为南京理工大学长江学者讲座教授。2020年当选新加坡工程院院士。